# Nueva Capital Administrativa
La Nueva Capital Administrativa o NAC por su acrónimo en inglés (en árabe: العاصمة الإدارية الجديدة‎, romanizado: Al-ʿĀṣima al-ʾIdāriyya al-Ŷadīda), es un proyecto urbanístico impulsado por el gobierno nacional de Egipto, cuyo objetivo oficial es trasladar la capitalidad administrativa a un nuevo emplazamiento en el medio del desierto ubicado a unos 45 kilómetros al este de la actual capital, El Cairo.
La iniciativa, anunciada el 13 de marzo de 2015, fue presentada como un intento de desbloquear El Cairo, presa de una velocidad de expansión demográfica y económica que la infraestructura apenas puede seguir. Pero varios observadores señalan que este movimiento hacia el este también es probable que tenga fines políticos, incluida una mayor proximidad al poder con la zona estratégica del canal de Suez.
El proyecto, planeado desde la década de 1970 y constantemente pospuesto, recibió su lanzamiento real cuando Abdelfatah Al-Sisi llegó al poder tras el golpe de Estado de 2013. Ha generado un cierto entusiasmo en la población, y también recibió numerosas críticas, en particular con respecto a su financiación.

## Desarrollo

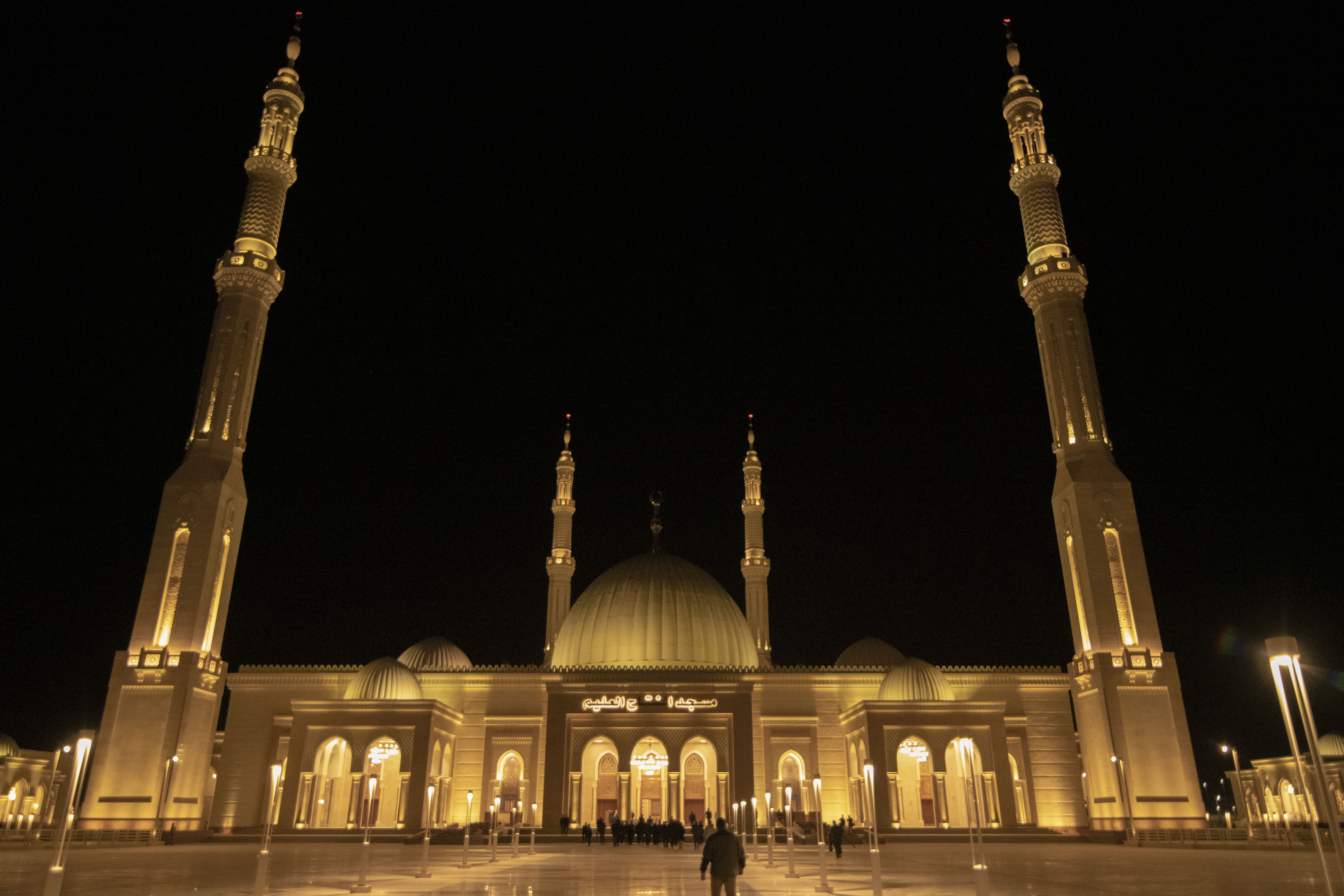
Mezquita Al-Fattah al-Alim, una de las primeras edificaciones de la nueva capital.

Las obras de construcción de la nueva ciudad, localizada a 45 kilómetros al este de El Cairo, justo por afuera del segundo anillo de la autopista que circunda a la actual capital, se iniciaron en 2016. Se encuentra en un área deshabitada, a medio camino de la ciudad de Suez. De acuerdo con los planes, se convertirá en la nueva capital administrativa y financiera de Egipto y alojará los departamentos del gobierno principal y los ministerios, así como a todas las embajadas. El área total será de 700 kilómetros cuadrados y podría llegar a tener una población de entre cinco y siete millones de personas.
Oficialmente, una de las razones para llevar este proyecto a cabo fue aliviar la congestión en El Cairo, una de las ciudades más hacinadas del mundo y considerando que su población se duplicará en las próximas décadas.